# Leaby socken
Leaby var en socken i Vartofta härad i Västergötland. Den ingår nu i Falköpings kommun i den del av Västra Götalands län som tidigare ingick i Skaraborgs län. 
Under medeltiden ingick socknen i Ållebergs fjärding av Vartofta härad. Socknen införlivades omkring 1545 med Karleby socken. Kyrkan låg knappt två kilometer söder om Karleby kyrka. 
Byn Leaby var från mitten av 1600-talet fram till 1913 tingsställe för Leaby tingslag.